# Daouda Sidibé
Pour les articles homonymes, voir Sidibé.
Daouda Sidibé est un député et homme politique guinéen.
Député uninominal de la circonscription de Siguiri d'avril 2020 au 5 septembre 2021.

## Biographie
Député uninominal de la commune de Siguiri de 2020 en 2021 de la dernier législation de mars 2020. Il est membre de la commission fonction publique et emploi affaires sociales et religieuses de la 9eme législative de la république de Guinée, sous la présidence Alpha Condé.